# Jan (Renneteau)
Jan, imię świeckie Jean Pierre Renneteau (ur. 13 listopada 1942 w Bordeaux) – francuski biskup prawosławny służący początkowo w jurysdykcji Zachodnioeuropejskiego Egzarchatu Parafii Rosyjskich Patriarchatu Konstantynopolitańskiego, zaś od 2019 r. w Rosyjskim Kościele Prawosławnym, zwierzchnik Arcybiskupstwa Zachodnioeuropejskich Parafii Tradycji Rosyjskiej.

## Życiorys
Jest absolwentem Instytutu św. Sergiusza z Radoneża w Paryżu, był uczniem duchowym archimandryty Sofroniusza (Sacharowa). W 1974 przyjął święcenia kapłańskie z rąk arcybiskupa syrakuskiego Jerzego, po czym został skierowany jako proboszcz do francuskojęzycznej, utworzonej krótko wcześniej parafii św. Katarzyny w Chambésy w Szwajcarii. Najpóźniej w 2009 otrzymał godność archimandryty.
Obowiązki proboszcza wykonywał do 2015, gdy został nominowany na biskupa pomocniczego Zachodnioeuropejskiego Egzarchatu Parafii Rosyjskich z tytułem biskupa Chariupolis. Przez wiele lat prowadził również program telewizyjny „Orthodoxie” (fr. prawosławie) na kanale France 2.
Jego chirotonia biskupia odbyła się 15 marca 2015 w cerkwi św. Pawła w Chambésy pod przewodnictwem metropolity szwajcarskiego Jeremiasza, któremu asystowali biskup Telmessos Hiob i biskup Lampsakos Makary. W listopadzie tego samego roku został locum tenens egzarchatu w związku z odsunięciem z urzędu jego zwierzchnika, arcybiskupa Telmessos Hioba. W kwietniu 2016 r. Święty Synod Patriarchatu Konstantynopolitańskiego nadał mu godność arcybiskupią i mianował egzarchą patriarszym dla parafii rosyjskich w Europie Zachodniej. Jego intronizacja na urząd miała miejsce w tym samym roku.
27 listopada 2018 r. Święty Synod Patriarchatu Konstantynopolitańskiego zlikwidował Zachodnioeuropejski Egzarchat Parafii Rosyjskich, co według przedstawicieli struktury stało się wbrew ich woli i bez konsultacji z nimi. Już następnego dnia stojący na czele egzarchatu arcybiskup Jan oznajmił, iż nie zamierza podporządkować się decyzji synodu i będzie nadal kierować strukturą w jej dotychczasowym kształcie. 1 września 2019 r. Patriarchat Konstantynopolitański potwierdził swoje wcześniejsze decyzje dotyczące egzarchatu, podporządkowując parafie rosyjskie metropolicie galijskiemu. 7 września w Paryżu odbyło się nadzwyczajne zgromadzenie duchowieństwa i świeckich, które miało rozważyć możliwość powrotu parafii egzarchatu w jurysdykcję Patriarchatu Moskiewskiego. Decyzja ta zyskała poparcie większości obecnych, ale nie większość 2/3 głosów, konieczną do podejmowania takich decyzji. 14 września kierujący egzarchatem arcybiskup Jan ogłosił przejście w jurysdykcję Patriarchatu Moskiewskiego w imieniu własnym i całej podległej struktury. Tego samego dnia Święty Synod Patriarchatu Moskiewskiego przyjął tę prośbę, nadał hierarsze tytuł arcybiskupa dubnińskiego i prawo dalszej kontroli nad parafiami, które faktycznie będą chciały zmiany jurysdykcji. W październiku 2019 r. postanowieniem Świętego Synodu Rosyjskiego Kościoła Prawosławnego utworzono Arcybiskupstwo Zachodnioeuropejskich Parafii Tradycji Rosyjskiej, w skład którego weszły placówki duszpasterskie uznające zwierzchnictwo arcybiskupa Jana.
3 listopada 2019 r. hierarcha – już jako ordynariusz nowo powołanej administratury – otrzymał godność metropolity.
W marcu 2022 r. metropolita Jan wezwał patriarchę moskiewskiego i całej Rusi Cyryla, by ten zrobił wszystko w celu przerwania agresji Rosji na Ukrainę. Publicznie nie zgodził się również z treścią kazania Cyryla, w której patriarcha usprawiedliwiał rosyjską inwazję.